# Podhájska
Podhájska este o comună slovacă, aflată în districtul Nové Zámky din regiunea Nitra. Localitatea se află la altitudinea de 144 m deasupra n.m., se întinde pe o suprafață de 11,12 km2 și în 2017 număra 1.019 locuitori.

## Istoric
Localitatea Podhájska este atestată documentar din 1075.

## Demografie
| An:                | 1994 | 2004   | 2014    | 2024   |
| ------------------ | ---- | ------ | ------- | ------ |
| Număr de persoane: | 1258 | 1156   | 1032    | 1062   |
| Diferență:         |      | −8,10% | −10,72% | +2,90% |

| An:                | 2023 | 2024   |
| ------------------ | ---- | ------ |
| Număr de persoane: | 1055 | 1062   |
| Diferență:         |      | +0,66% |